# Masakazu Washida
Masakazu Washida (鷲田 雅一 Washida Masakazu?), född 15 november 1978 i Fukui prefektur, är en japansk före detta fotbollsspelare.
Washida började sin karriär 1997 i JEF United Ichihara. Efter JEF United Ichihara spelade han för Montedio Yamagata, Kyoto Purple Sanga, Tochigi SC, FC Ryukyu och SC Sagamihara. Han avslutade karriären 2010.